# Microregione di Picos
Picos è una microregione del Piauí in Brasile, appartenente alla mesoregione di Sudeste Piauiense.
È una suddivisione creata puramente per fini statistici, pertanto non è un'entità politica o amministrativa.

## Comuni
È suddivisa in 20 comuni:
- Aroeiras do Itaim
- Bocaina
- Cajazeiras do Piauí
- Colônia do Piauí
- Dom Expedito Lopes
- Geminiano
- Ipiranga do Piauí
- Oeiras
- Paquetá
- Picos
- Santa Cruz do Piauí
- Santa Rosa do Piauí
- Santana do Piauí
- São João da Canabrava
- São João da Varjota
- São José do Piauí
- São Luis do Piauí
- Sussuapara
- Tanque do Piauí
- Wall Ferraz